# Danmark (ø)
 For alternative betydninger, se Danmark (flertydig). (Se også artikler, som begynder med Danmark)
Danmark er en lille holm, beliggende ud for Sandvika i Bærum Kommune i Norge. Holmen ligger kun få meter fra kysten. Holmen blev tidligere benyttet af Bærum Roklub til vinteropbevaring af robåde, kanoer og kajakker. Danskere, der bor i Oslo-området, har tradition om at samles på øen på Danmarks grundlovsdag den 5. juni.